# Shahar Chay

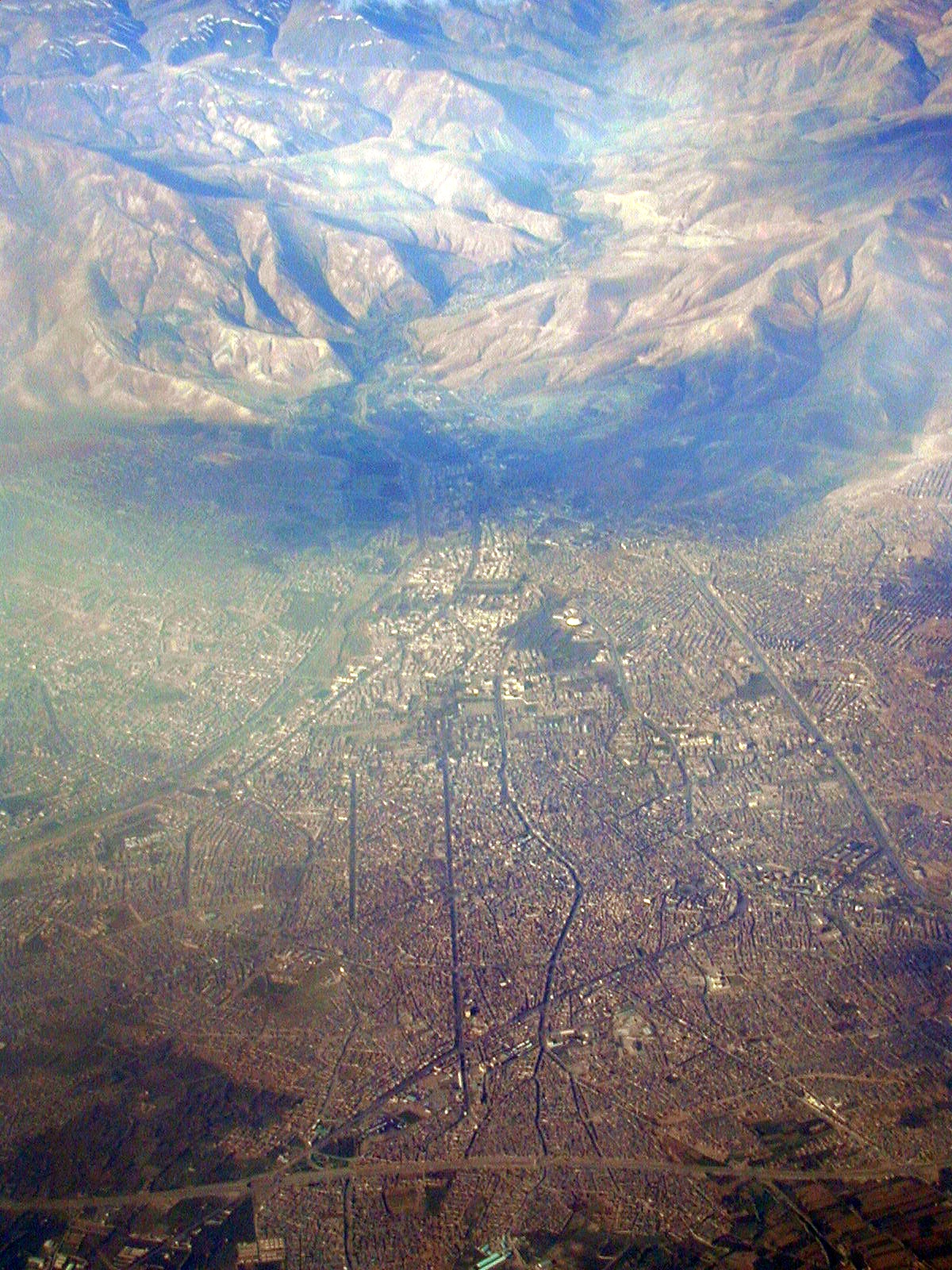
Río Shahar que atraviesa la ciudad de Urmia

Shahar Chay (en azerí: Şəhər Çayı, شهرچایی) es un río en las montañas Zagros del noroeste de Irán.
El río nace en la región de las montañas Zagros a lo largo de la frontera entre Irán y Turquía.  Fluye en dirección este a través de la ciudad de Urmia y desemboca en el lago Urmia en su orilla occidental, cerca de Keshtiban.
El río está incautado por la presa Shaharchay, ubicada cerca de Silvaneh y Rajan, Irán.